# Quercus gambelii
La quercia di Gambel (Quercus gambelii Nutt.) è una pianta della famiglia delle Fagaceae che cresce negli Stati Uniti d'America sud-occidentali e nel Messico nord-occidentale.

## Galleria d'immagini

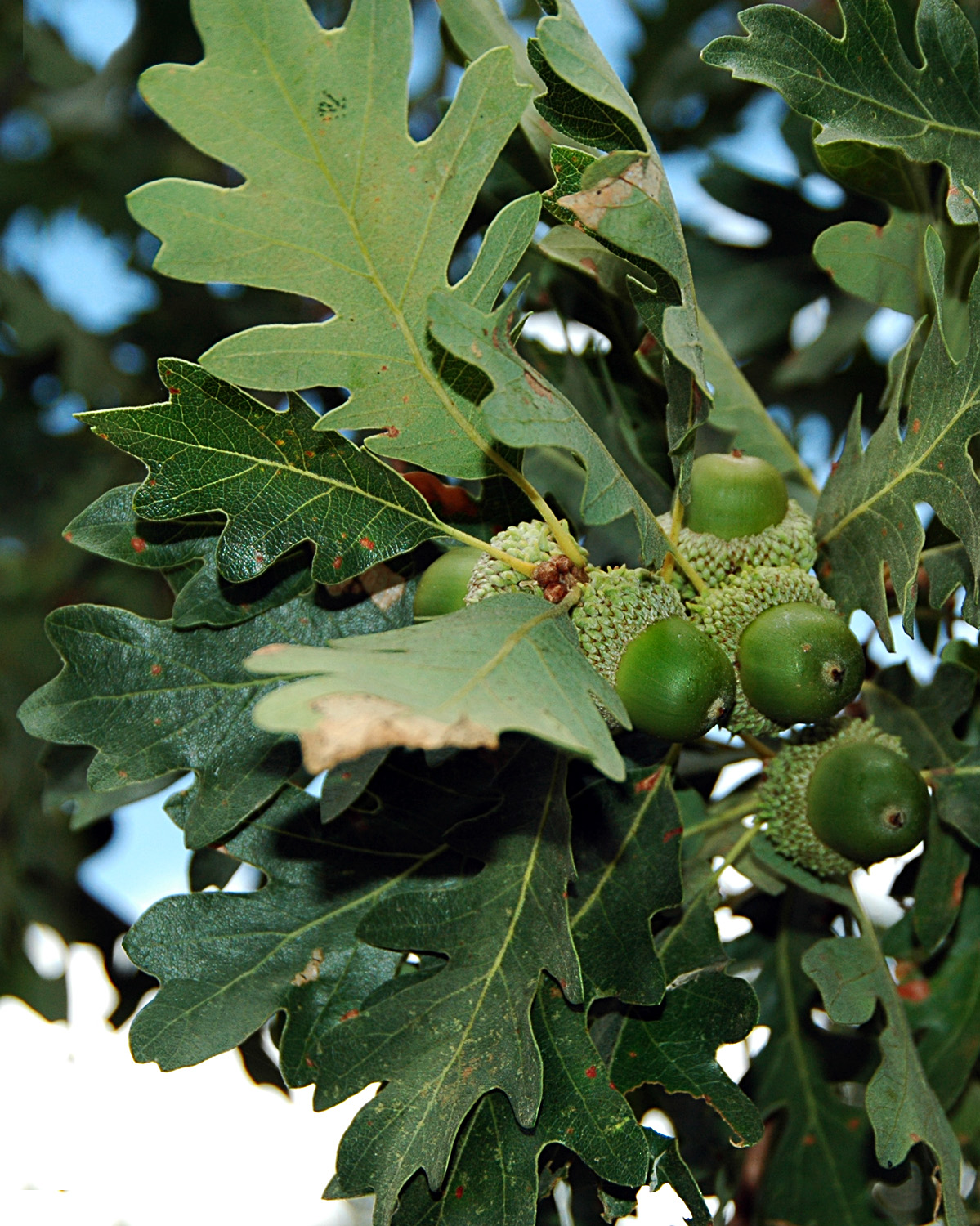
Foglie e frutti
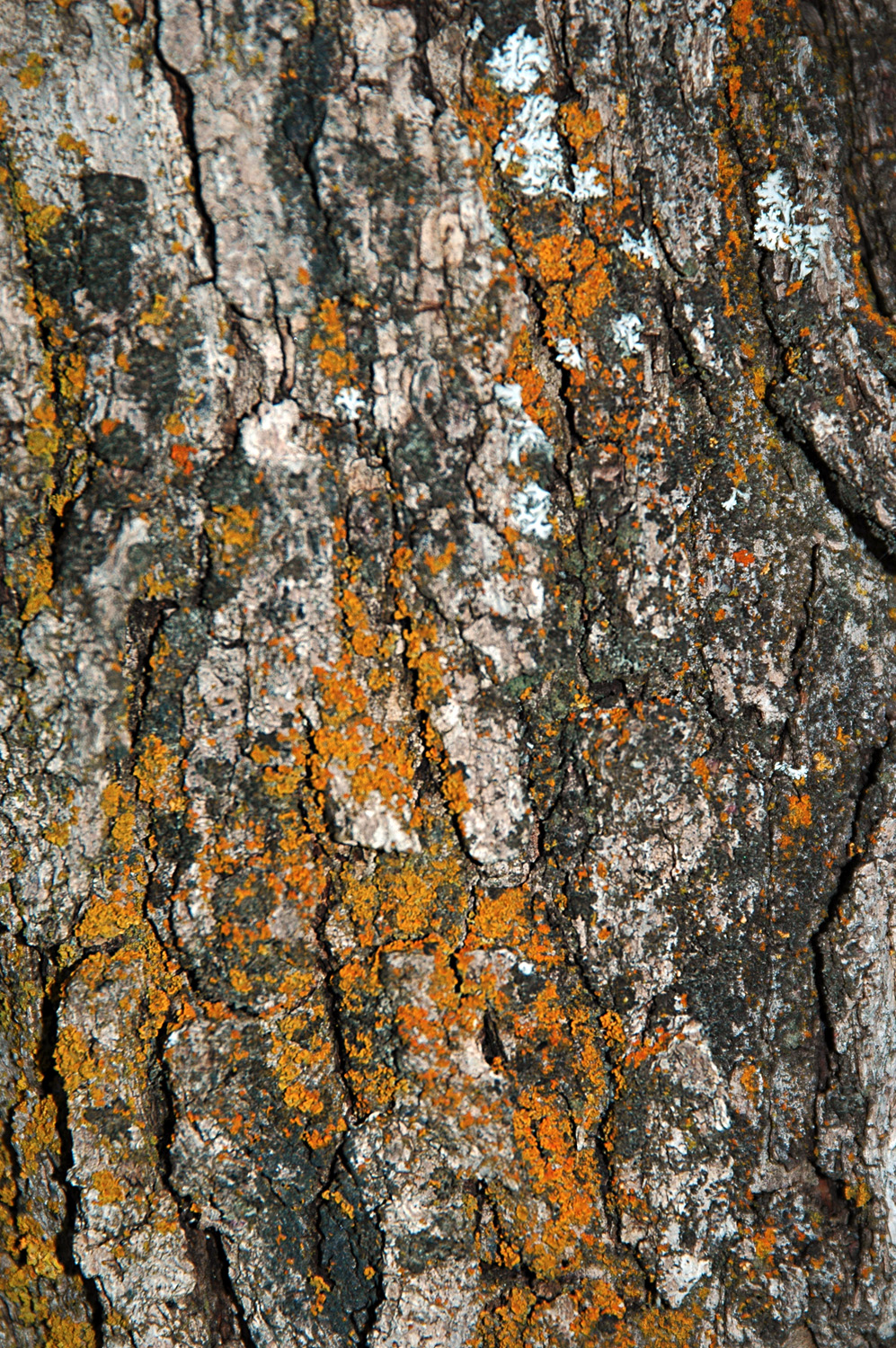
Corteccia